# Comité pour les métaux stratégiques
En France, le comité pour les métaux stratégiques (COMES), créé officiellement en janvier 2011, est une structure de concertation entre les pouvoirs publics et les acteurs économiques. Il a pour mission d'assister le ministre chargé des mines dans l'élaboration et la mise en œuvre de la politique de gestion des métaux stratégiques, en vue de renforcer la sécurité d'approvisionnement nécessaire à la compétitivité durable de l'économie française.
Le COMES a donc mis en place :
- un site web sur les minéraux permettant ainsi l'accès permanent aux informations relatives aux ressources minérales ;
- un outil permettant le diagnostic de la vulnérabilité des entreprises face à l'approvisionnement en matières premières critiques

Le Bureau de recherches géologiques et minières (BRGM) est un acteur clé au sein de ce comité.
Le secrétaire général du COMES est Isabelle Wallard, ingénieure générale des mines. Nommée pour une durée de trois ans à compter du 5 février 2016, elle succède à Alain Liger qui a fait valoir son droit à la retraite.